# جائزة أستراليا الكبرى 1966
جائزة أستراليا الكبرى 1966 هو سباق فورمولا 1 أقيم بتاريخ 22 فبراير 1966 في بريزبان، كوينزلاند، أستراليا. حلّ البريطاني غراهام هيل أولا.